# Pundt & Kohnert
Pundt & Kohn OHG est une ancienne entreprise d'importation de bois et de travail du bois fondée en 1862 par F. J. S. Kohn à Geestemünde (Bremerhaven). Jusqu'à ce qu'elle soit détruite par raids aériens alliés en 1944, elle était l'une des entreprises les plus importantes et les plus anciennes de cette branche sur la Basse-Weser. Après la mort de son dernier propriétaire Hans Kohnert elle est dissoute à la troisième génération en 1967.
L'ascension et la chute de l'entreprise sont considérées comme exemplaires pour l'histoire d'une entreprise familiale hanséatique de taille moyenne, qui a également établit un monument littéraire pour Thomas Mann avec son roman social Les Buddenbrook,,.

## Histoire

### Fondation et première génération (1863–1879)
Le capitaine des voiliers et armateur Franz Johann Syabbe Kohn a fondé sa propre entreprise d'importation de bois à Geestemünde en 1862. À cet effet, au printemps 1863, sur la digue de Geestemünde, près de l'ancien pont sur la Geeste, il agrandit un ancien entrepôt de deux étages et trois sous-sols en un immeuble d'habitation, de bureaux et d'entrepôt. À l'été de la même année, l'entreprise fusionne avec le négoce de bois de Capitaine de navire Dietrich Pundt, également situé sur la digue de Geeste. Tous deux ont fondé la société « Pundt & Kohn » (P&K). Bénéficiant de la construction de nouvelles installations portuaires sur la Geeste et de la demande en croissance rapide de bois de mine, traverses de chemin de fer et de bois de construction pour les bâtiments résidentiels et industriels au cours de la croissance démographique et la Révolution industrielle en Allemagne du 19e siècle les affaires ont prospéré,. Étant donné que l'approvisionnement national en bois ne pouvait plus répondre à cette forte demande, l'accent a été mis sur l'importation de bois principalement de Scandinavie, de Russie et en partie aussi d'Amérique, d'où vous obtenez principalement du bois précieux. Compte tenu du poids des marchandises transportées, la voie navigable était de loin la voie la moins chère jusqu'au XIXe siècle.
Ce n'est donc pas un hasard si les entreprises d'importation de bois se sont concentrées sur le cours inférieur des rivières telles que la Weser, d'où le bois importé et transformé était transporté par barges, puis de plus en plus par le chemin de fer a été distribué aux centres d'industrialisation. Cela s'appliquait également à l'entreprise P&K, dont les premières zones de stockage de bois se trouvaient sur la Deichstrasse (plus tard appelée Bussestrasse) directement sur la Geestedeich, juste avant le confluent de la Geeste et de la Weser, où se trouvait l'ancien immeuble d'habitation et de bureaux du propriétaire de l'entreprise. Après seulement cinq ans de coopération, le copropriétaire Diedrich Pundt a quitté l'entreprise en 1868 pour cause de maladie. Dès lors, Franz J.S. Kohn gère l'activité croissante d'importation de bois avec sa compagnie maritime et ses propres navires (« Guayana » et les Brick (bateau)s « Marianne », « Auguste » et « Salia' »). Il continua seul jusqu'à sa mort le 13 août 1879. Puis son fils Franz Kohn a repris l'entreprise de ses parents.

### Apogée et deuxième génération (1879–1909)
Les zones de stockage sur la Geeste se sont vite avérées trop petites. Dans le nouveau port industriel de Geestemünde, de nouvelles zones de construction et de stockage ont été trouvées, qui étaient également séparées de la Geeste par une écluse. Elles étaient en grande partie libres de glace toute l'année et indépendante de la marée. P&K a construit du côté ouest et nord du canal transversal, le canal de liaison entre le canal principal et la « Holzhafen » à Geestemünde Holzhafen Geestemünde, qui a été inauguré en 1877, le long de la Schönianstraße de nouveaux hangars de stockage de 300 m de long, dans de grands bâtiments de stockage à deux étages spécialement adaptés pour les importations, ainsi que des parcs de stockage à ciel ouvert de plus de 10 000 m2.
Vers 1890, l'entreprise importe environ 30 000 mètres cubes de bois par an, contre 25 000 m2 pour le concurrent Chr. Külken, fondé à Geestemünde en 1872. Afin de faciliter leur importation, P&K fonde sa propre compagnie maritime à la fin des années 1880 avec deux navires de 750 et 1 150 tonnes spécialement préparés pour l'importation de bois ; d'autres navires étaient prévus en 1890. Un nouvel immeuble de bureaux à Schönianstraße 15 a également été construit à cette époque. En 1887, la famille Kohn a déménagé dans une nouvelle villa représentative à proximité à la Borriesstrasse 6. Avec les deux autres grandes entreprises d'importation et de transformation du bois à Geestemünde, Chr. Külken et Rogge, P&K a systématiquement développé le commerce du bois jusqu'aux années 1890. Par péniche dans la région de la Haute Weser et par train jusqu'à la région de la Ruhr et d'autres centres industriels en cours de construction. Cependant, la percée n'est venue qu'avec l’établissement d’une zone de libre-échange en « Holzhafen » (1888) et l'inclusion du port de bois dans une zone de commercialisation spatiale et économique beaucoup plus vaste rendue possible par cela. En une décennie, seulement, les importations de bois de la Basse Weser ont triplé.
Les différentes étapes de développement de la transformation industrielle du bois au XIXe siècle, qui ne se sont pas développées de manière continue mais cyclique, ont eu une influence déterminante sur l'organisation des activités de P&K. Les raboteueses ont joué un rôle clé dans cette phase de développement. L'agrément pour une scierie et une usine de rabotage sur le « Querkanal » est demandé dès 1877. En 1890, Pundt & Kohn a construit une scierie moderne et une usine de rabotage avec production de barres rondes à la tête du canal transversal, entre Industriestraße, Kanalstraße et Sägestraße, qui fonctionnait sous le nom de « Geestemünder Holzindustriewerke Backhaus & Co. ». Contrairement au projet non réalisé de 1877, l'entreprise disposait désormais d'un embranchement direct sur l'Industriestraße,. À cette époque, P&K était l'une des plus anciennes et des plus grandes entreprises de ce secteur sur la Basse Weser. En termes de ventes, P&K était de loin la plus grande entreprise. En raison de son importance économique et commerciale, « Pundt & Kohn » a été inclus dans le Dictionnaire encyclopédique Brockhaus et Efron dès 1894.

### Expansion et troisième génération (1909–1945)
Via un crédit de livraison de marchandises, Pundt & Kohn était un créancier important de la société « J.H. Krumnack », fabrique de meubles, scierie à vapeur et magasin de bois à Melle. Pour cette raison et aussi pour des intérêts familiaux, cette société a été reprise par Pundt & Kohn le 27 septembre 1909 dans le cadre de la liquidation et la vente forcée. Après la mort de Franz Kohn en 1909, son fils Hans Kohn a poursuivi l'activité de P&K à la troisième génération et son fils aîné Gerhard Kohn a repris la direction de la société nouvellement acquise usine à Melle, qui a été inscrite au registre du commerce en 1909 sous le nom de Meller Möbelfabrik GmbH (MMM) avec le principal domaine d'activité étant la fabrication de meubles. L'unique propriétaire était la société commerciale ouverte Pundt & Kohn à Geestemünde, dans laquelle les deux frères étaient personnellement responsables et associés autorisés.
Dans les années suivantes, les associés ont également fondé la société « Unterweser Holzhandel GmbH, Wesermünde' ». L'unique propriétaire était leur mère, la veuve de Franz Kohn, décédé en 1909, Johanne Kohn. Le directeur général de la société était Hans Kohn, qui, avec son frère Gerhard, regroupait désormais quatre sociétés dans le cadre d'une société d'organes fiscaux : la société mère « Pundt & Kohn », la « MMM », la « Backhaus & Co » et « Unterweser Holzhandel GmbH ». Enfin et surtout, l'intégration fiscale a servi l'objectif d'évasion fiscale. Ceci notamment par le transfert de bénéfices et/ou la compensation des profits et pertes entre les sociétés juridiquement indépendantes, qui sont soumises à des taxes professionnelles, salariales et sur les sociétés différentes en fonction de leur taille et de leur situation économique. En dehors de cela, le groupe fiscal était également vital pour P&K en raison des pertes importantes de la crise économique mondiale (1929-1932), dont la Meller Möbelfabrik a moins souffert. Pendant ce temps, P&K a enregistré des pertes mortelles de plus de 400 000 Reichsmark (RM) en raison du défaut de créances de crédits fournisseurs à des clients professionnels ayant fait faillite.
En 1937, Hans Kohn a demandé le changement du nom de famille et de l'entreprise de « Kohn » à « Kohnert », cela a été approuvé par le ministre le 14 août 1937. La raison en était les hostilités autour du nom de famille à consonance juive Kohn / Cohn pendant la période du national-socialisme et de la aryanisation. Pendant la guerre, les importations de bois de P&K étaient concentrées en Suède (neutre), et ici en particulier dans la scierie de Kramfors dans le district de Härnösand au nord de la Suède.
Le 18 septembre 1944, les usines P&K, les entrepôt  de bois et la villa des Kohnert’s ont été complètement détruites lors des raids aériens des alliés sur Wesermünde (Bremerhaven), tandis que la filiale Meller Möbelfabrik a survécu à la guerre sans dommage.

### Reconstruction et fin (1945–1967)
Après la guerre, l'immeuble de bureaux en Schönianstraße 15 est resté en grande partie intact et a été converti en immeuble résidentiel et de bureaux de la famille Kohnert en 1948 Cependant, la phase de construction après la guerre a été retardée, car les forces d'occupation américaines ont temporairement interdit au propriétaire de l'entreprise d'exercer sa profession (1945-47) en raison de son travail en tant que président de la « Gauwirtschaftskammer » Gauwirtschaftskammer (chambre de commerce du « Gau ») et en tant que Wehrwirtschaftsführer sous le régime nazi. De plus, des parties des quais (structure fluviale) et les installations de quai de la compagnie sur le canal transversal ont été confisquées à des fins militaires par les Alliés et n'étaient donc pas disponibles pour le stockage du bois. En outre, le gouvernement militaire a initialement interdit le paiement de l'indemnisation pour dommages de guerre demandée en 1945 pour un total de 1,1 million de RM (dont P&K : 475 000 ; Backhaus & Co. : 518 000 ; Unterweser-Holzhandel : 114 000), en dehors de celle d'une avance le paiement de 245 000 RM qui avait déjà été accordé avant la fin de la guerre. La subvention finale en vertu de la loi sur la péréquation a été retardée si longtemps que P&K n'en a plus bénéficié. Ce n'est qu'en 1967, après le décès du directeur général et la dissolution de la société, qu'une fraction de l'indemnité demandée – déduite de l'avance versée en 1945 – est versée aux héritiers.
Alors que P&K a pu reprendre l'importation de bois à partir de 1948, les fonds provenant de la péréquation des charges n'ont pas été suffisants pour reconstruire la scierie et l'usine de rabotage détruites. P&K n'a donc eu d'autre choix que de faire couper son bois par la concurrence, l'entreprise Külken, également basée à Geestemünde, ce qui a considérablement réduit son propre bénéfice. P&K n'a jamais pu vraiment s'en remettre, malgré la forte demande refoulée de bois de sciage et de construction dans l'Allemagne en plein essor d'après-guerre et à l'époque du miracle économique. Même le transfert de bénéfices (1956-66) de la filiale Meller Möbelfabrik dans le cadre de l'intégration fiscale conclu en 1937 ne pouvait plus arrêter le déclin, de sorte que l'entreprise fut dissoute après la mort de ses propriétaires Gerhard Kohnert en 1962 et Hans Kohnert en 1967, et le 13 octobre 1967, a été radié du registre du commerce.

## Galerie

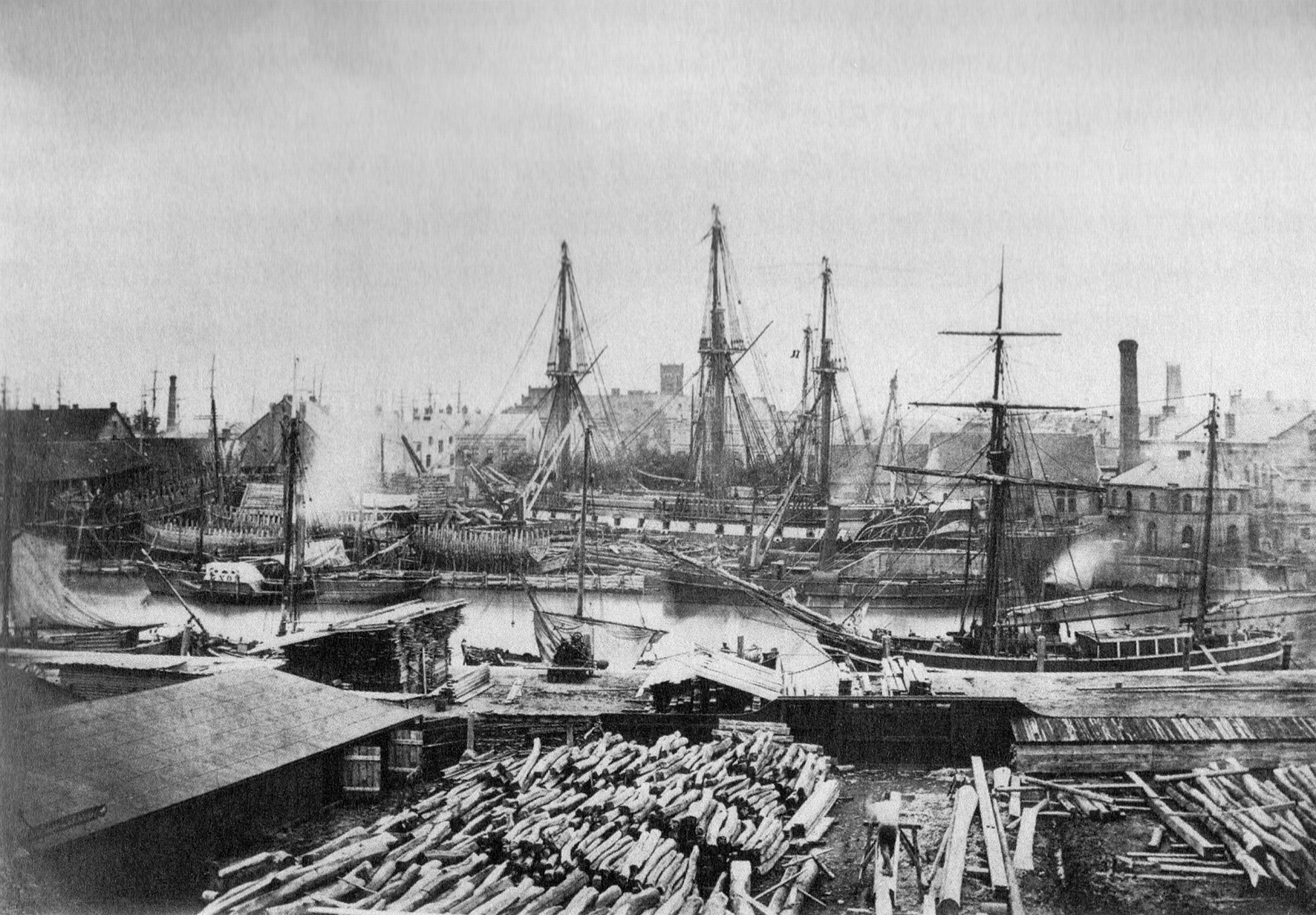
Cour de stockage de bois, P&K, sur la Geeste, vers 1869.
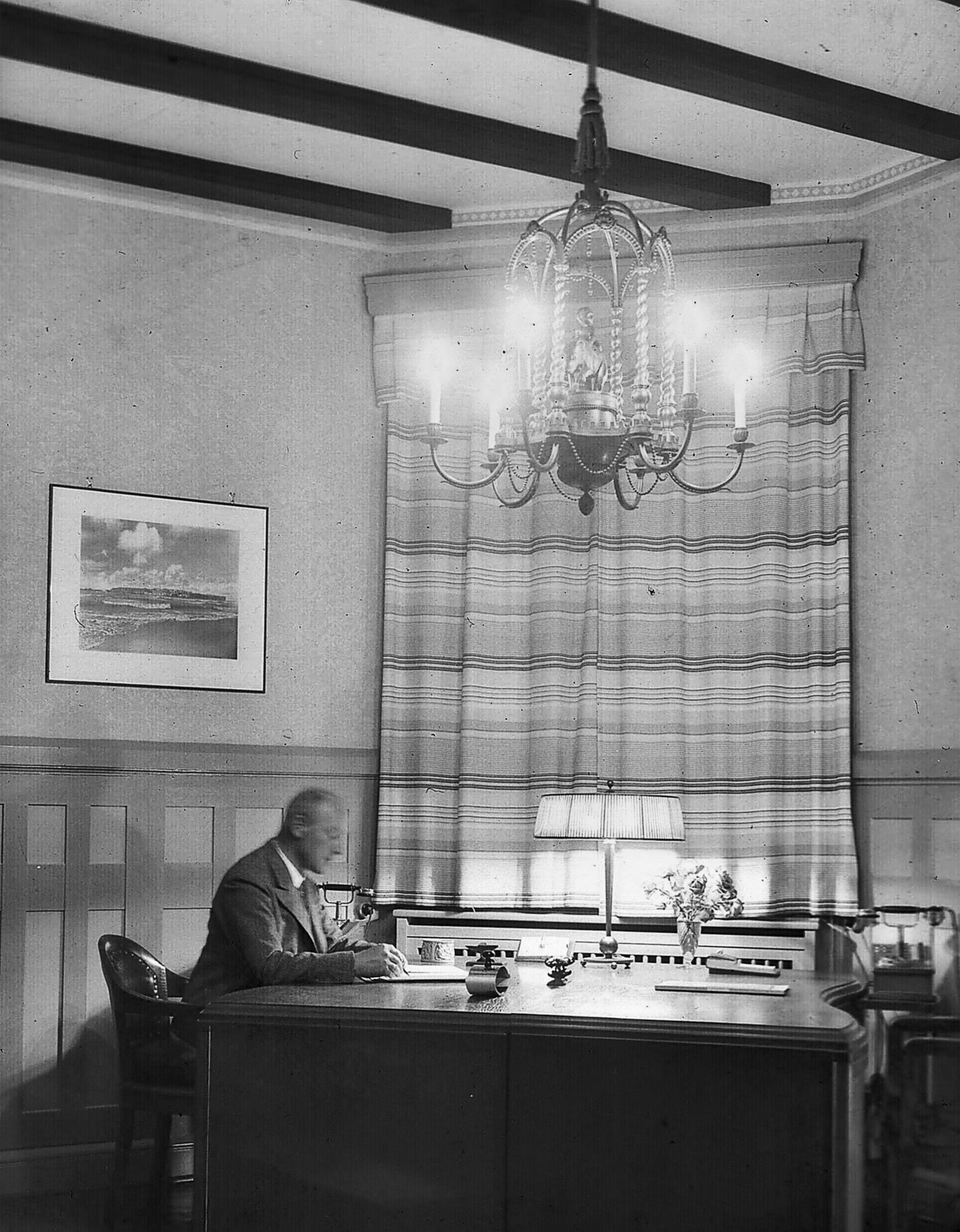
Hans Kohn dans le bureau de l'entreprise, années 1930.
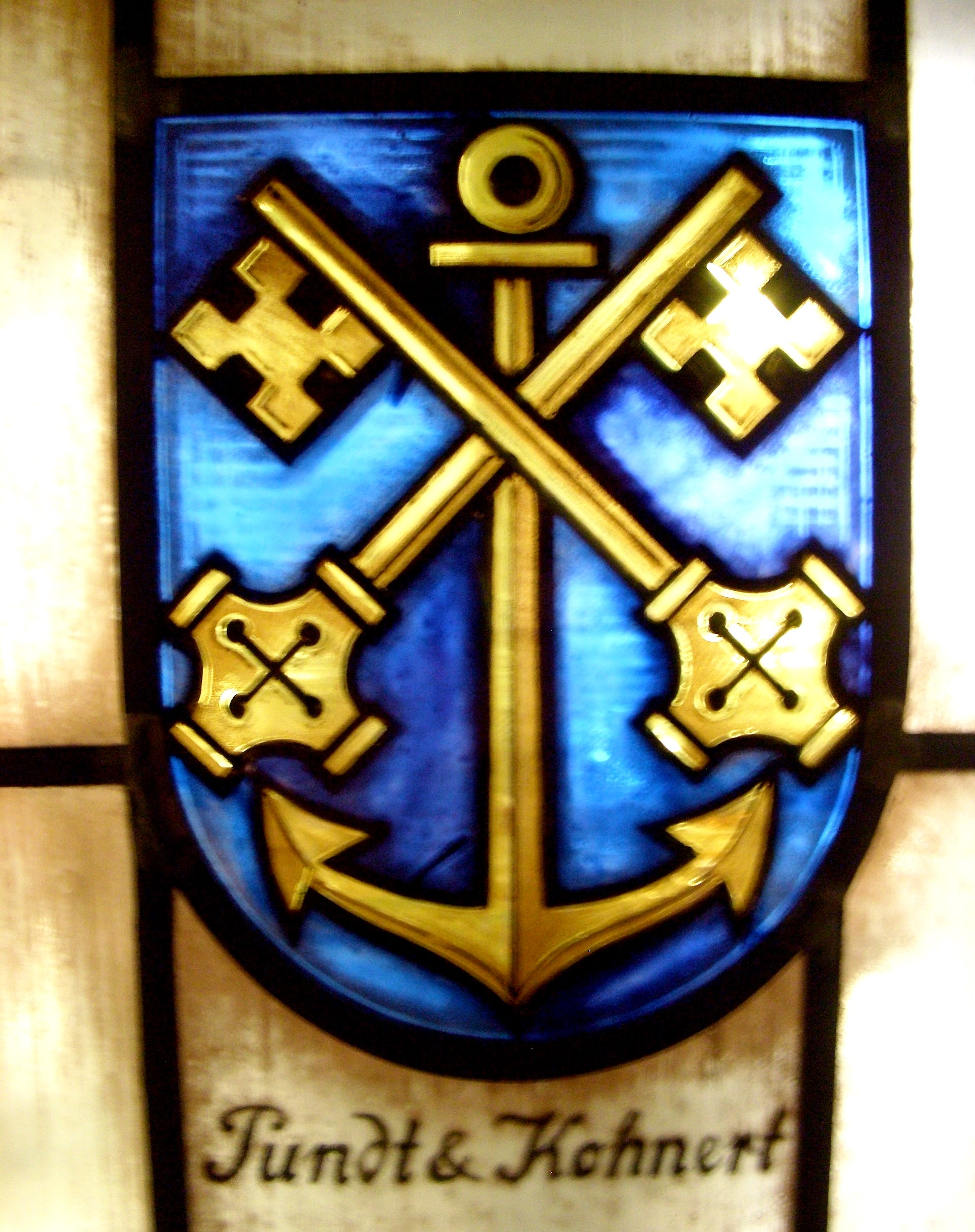
Fenêtre de l'armoire dans l'immeuble de bureaux P&K, 1938.
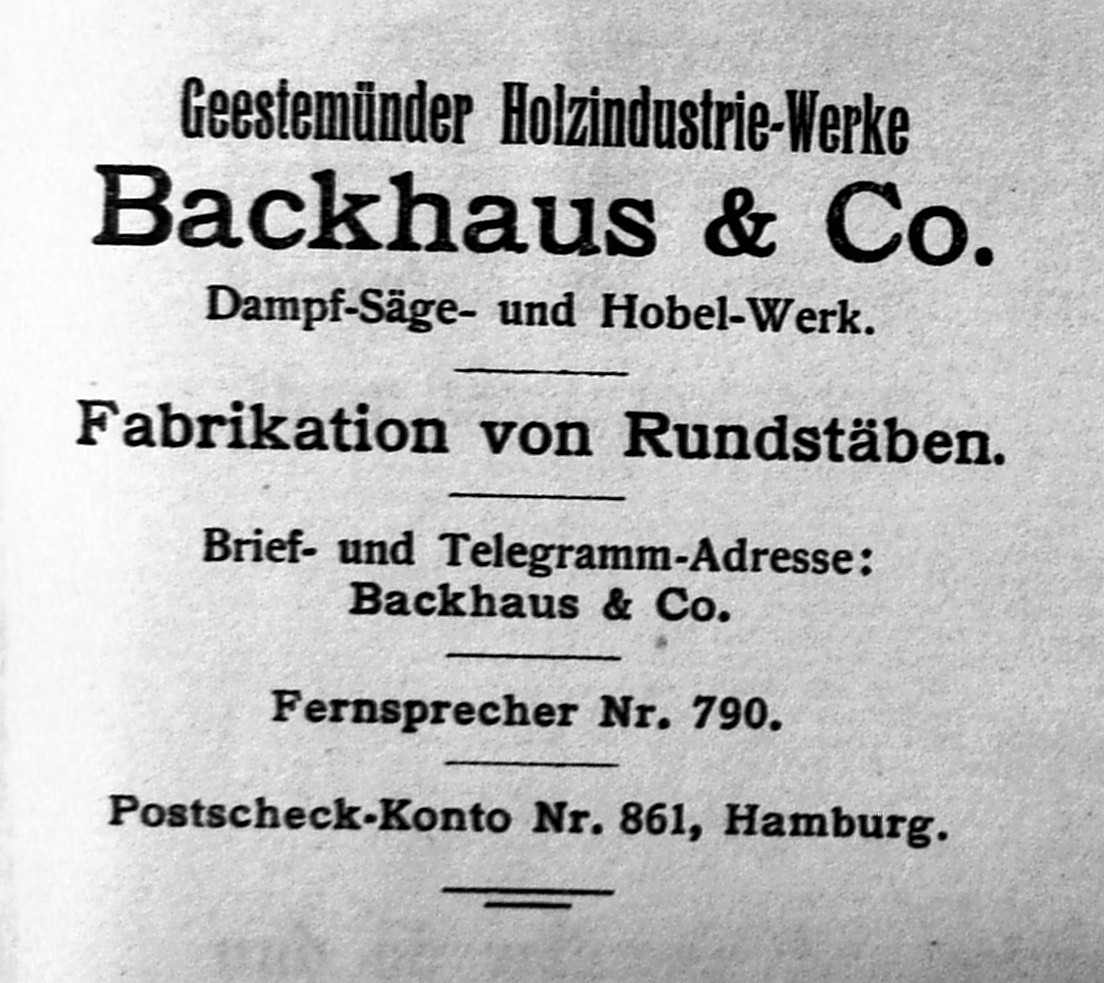
Papier à en-tête Backhaus & Co., années 1930.
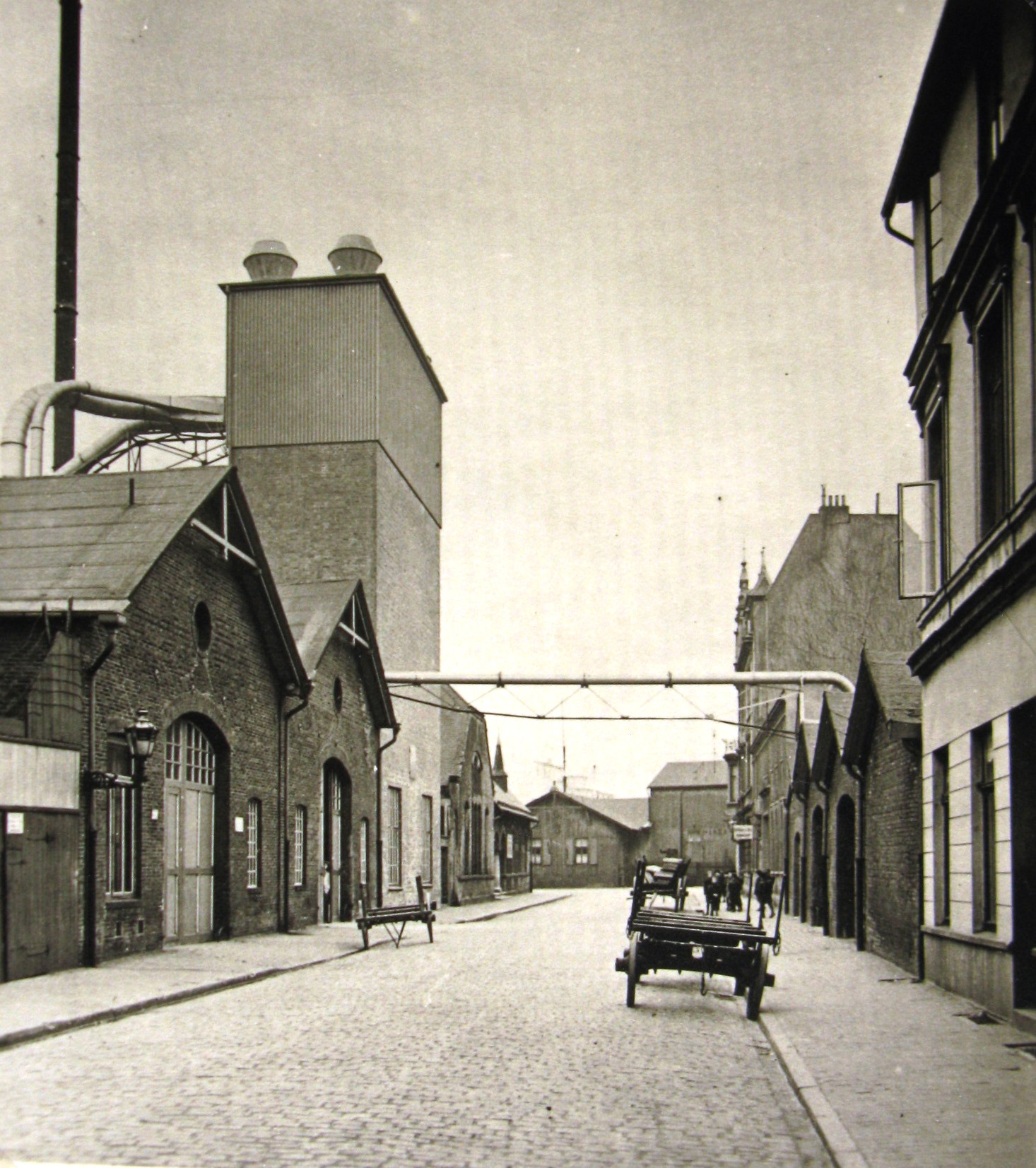
Scierie et atelier de rabotage, années 1930.
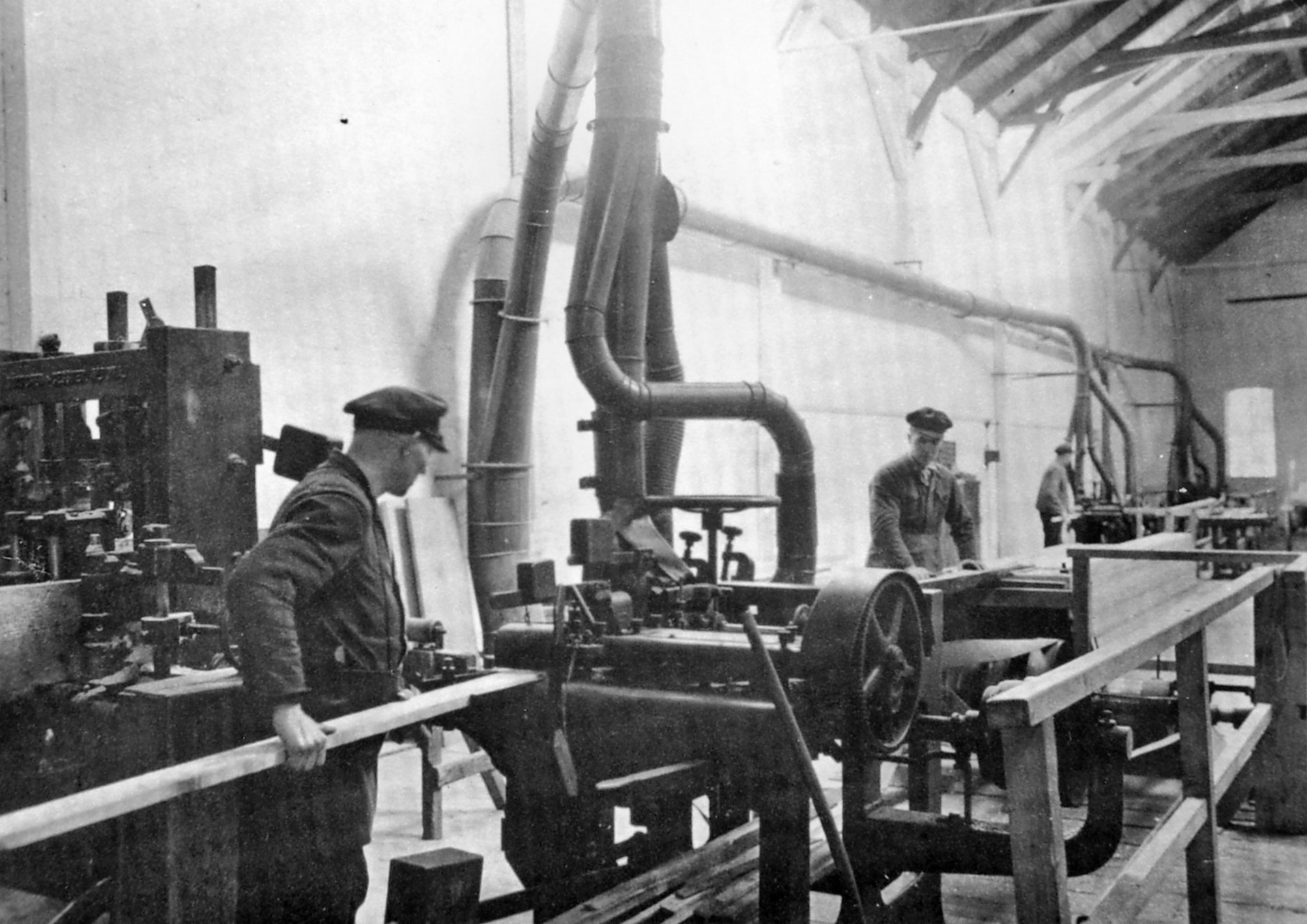
Moulin à raboter, années 1930.
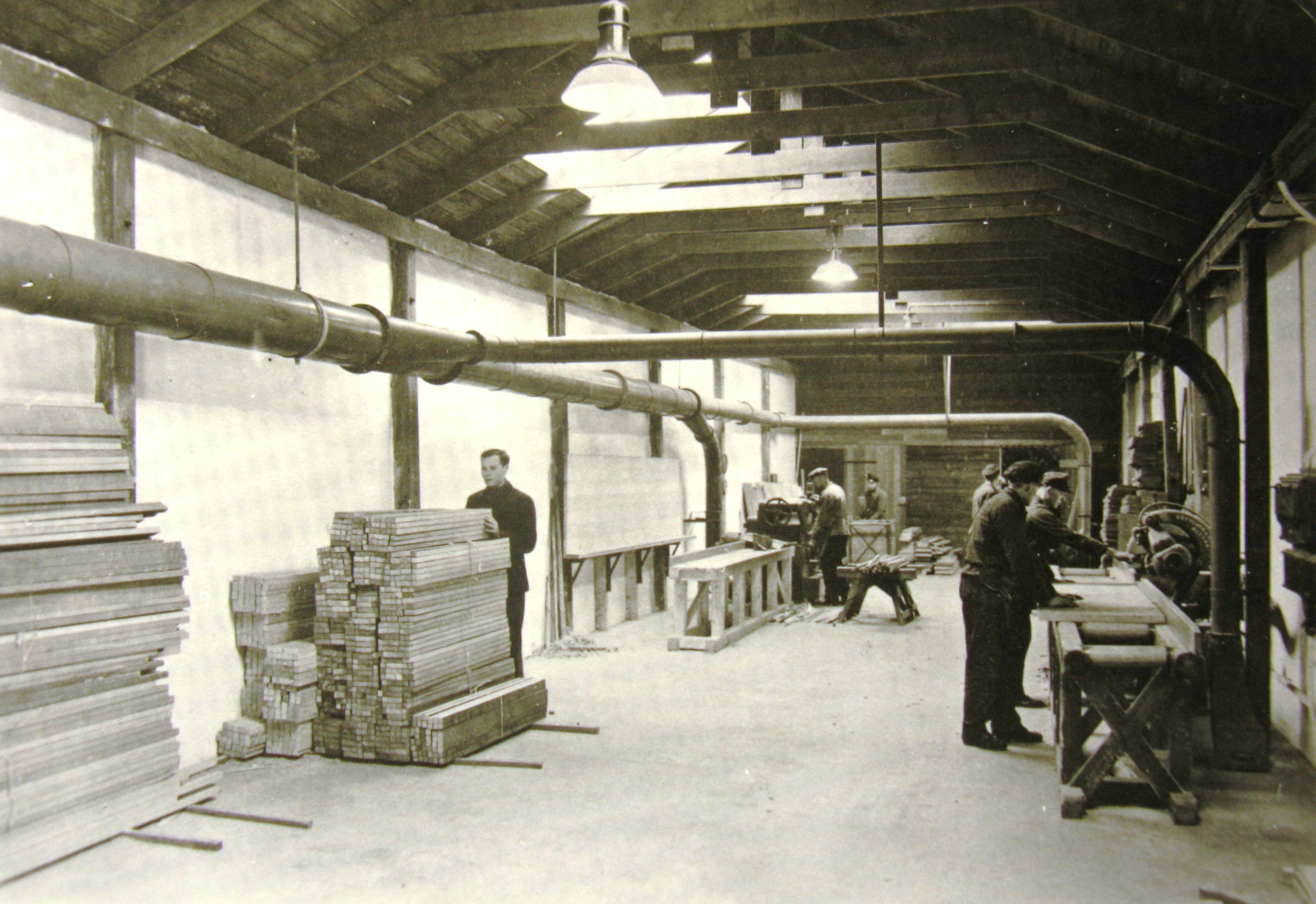
Scierie, années 1930.
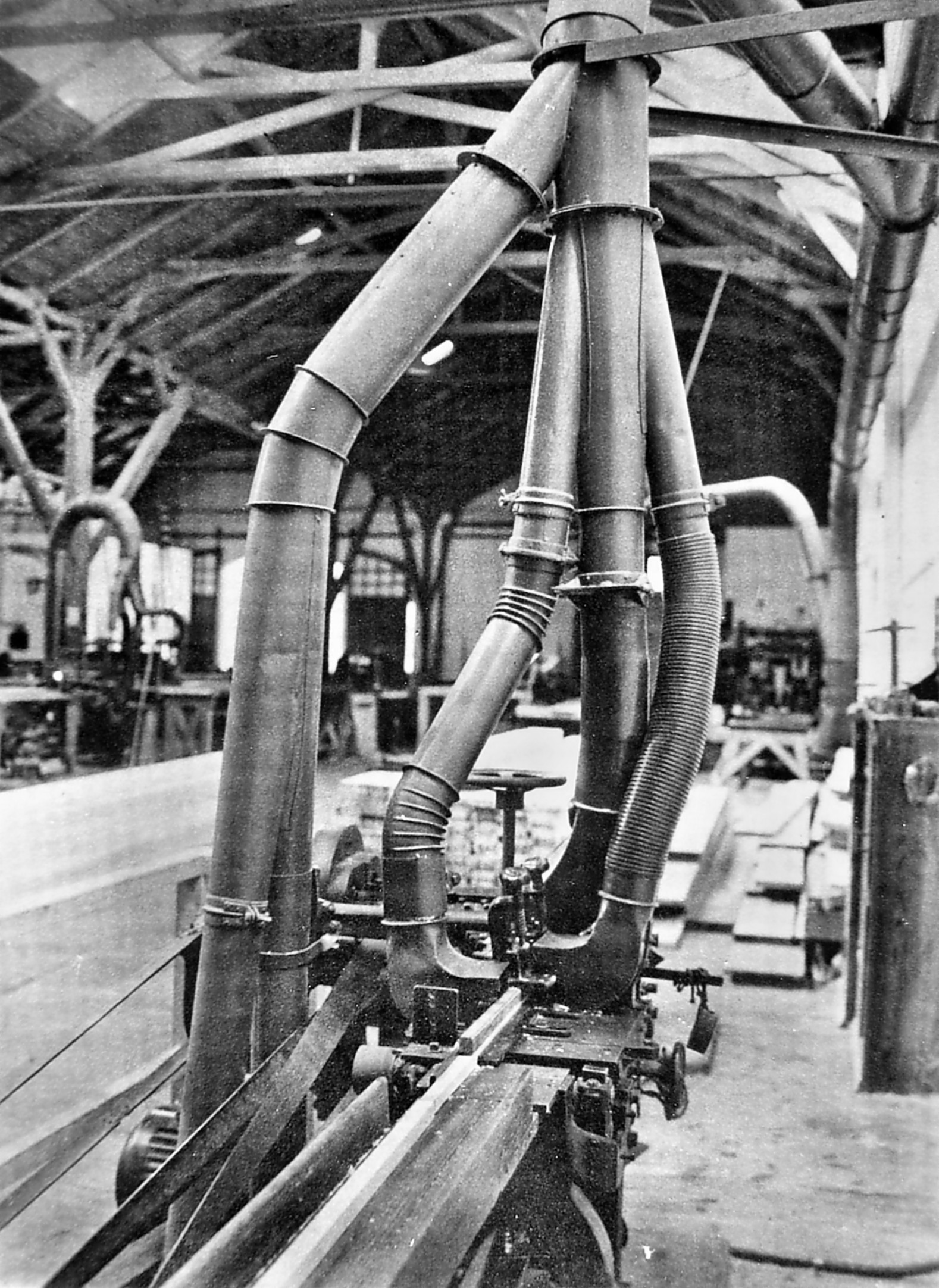
Extracteurs de poussière de scierie, années 1930.
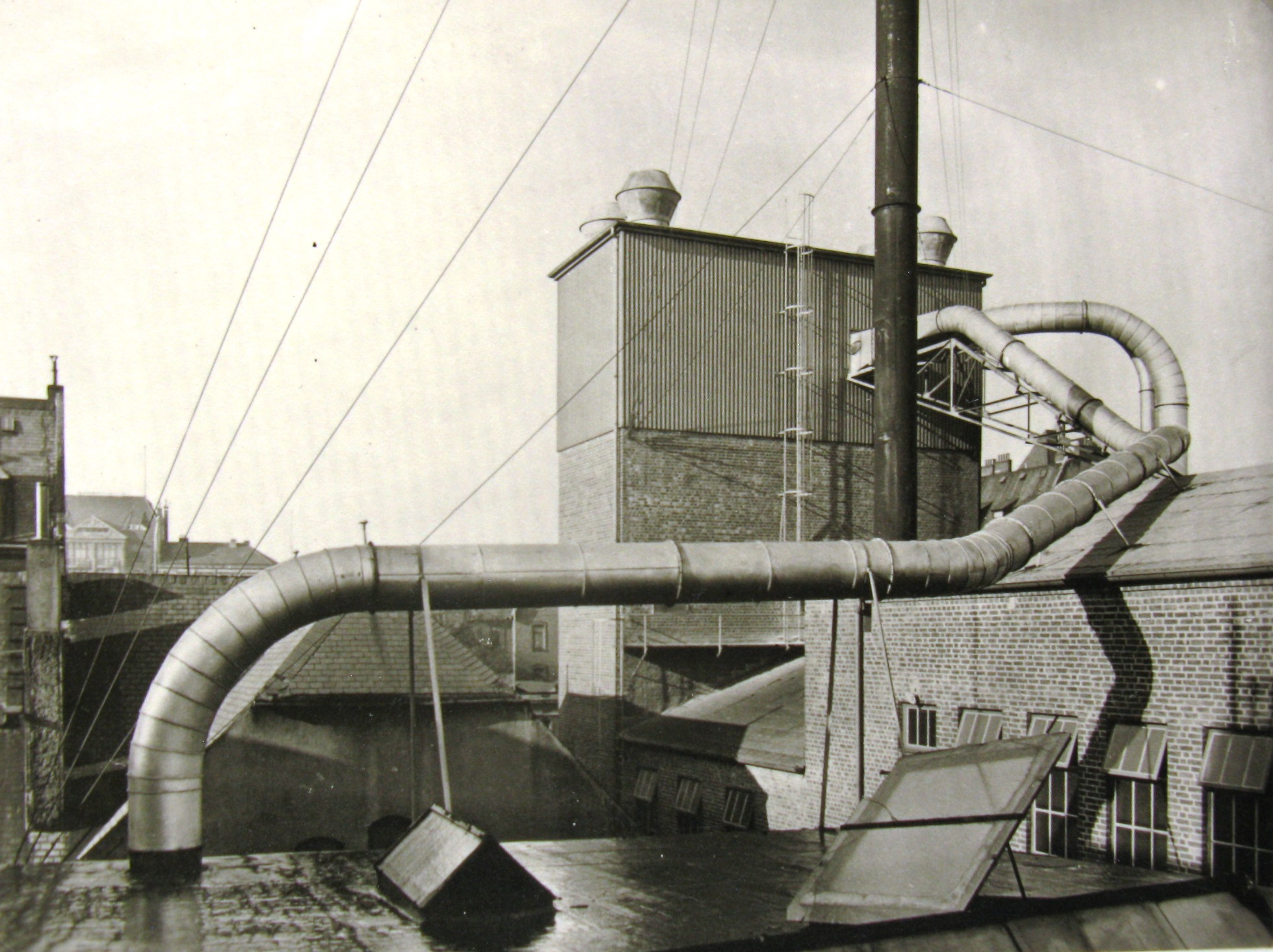
Système d'extraction de sciure, années 1930.
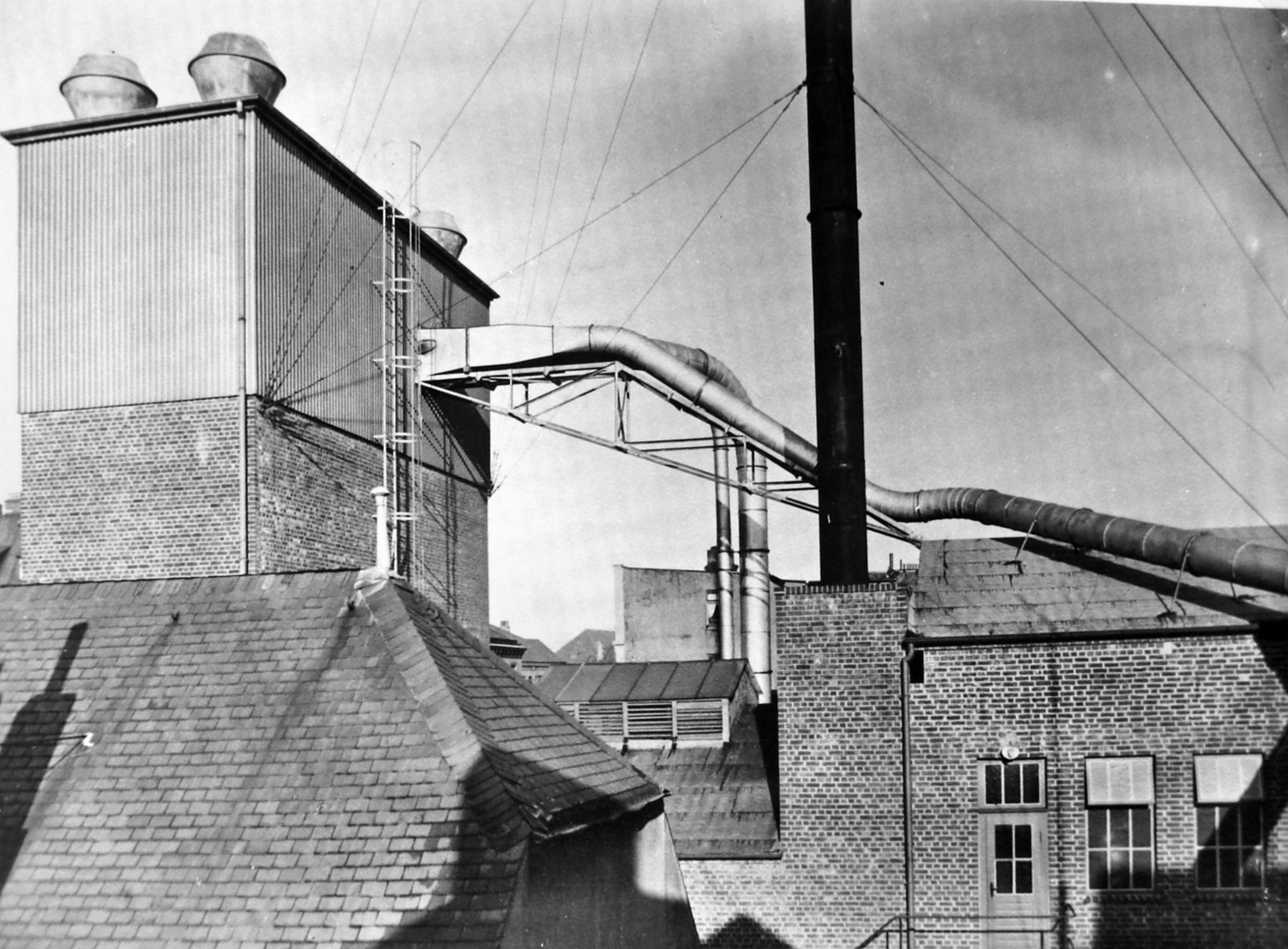
Tour de Sciure, années 1930.
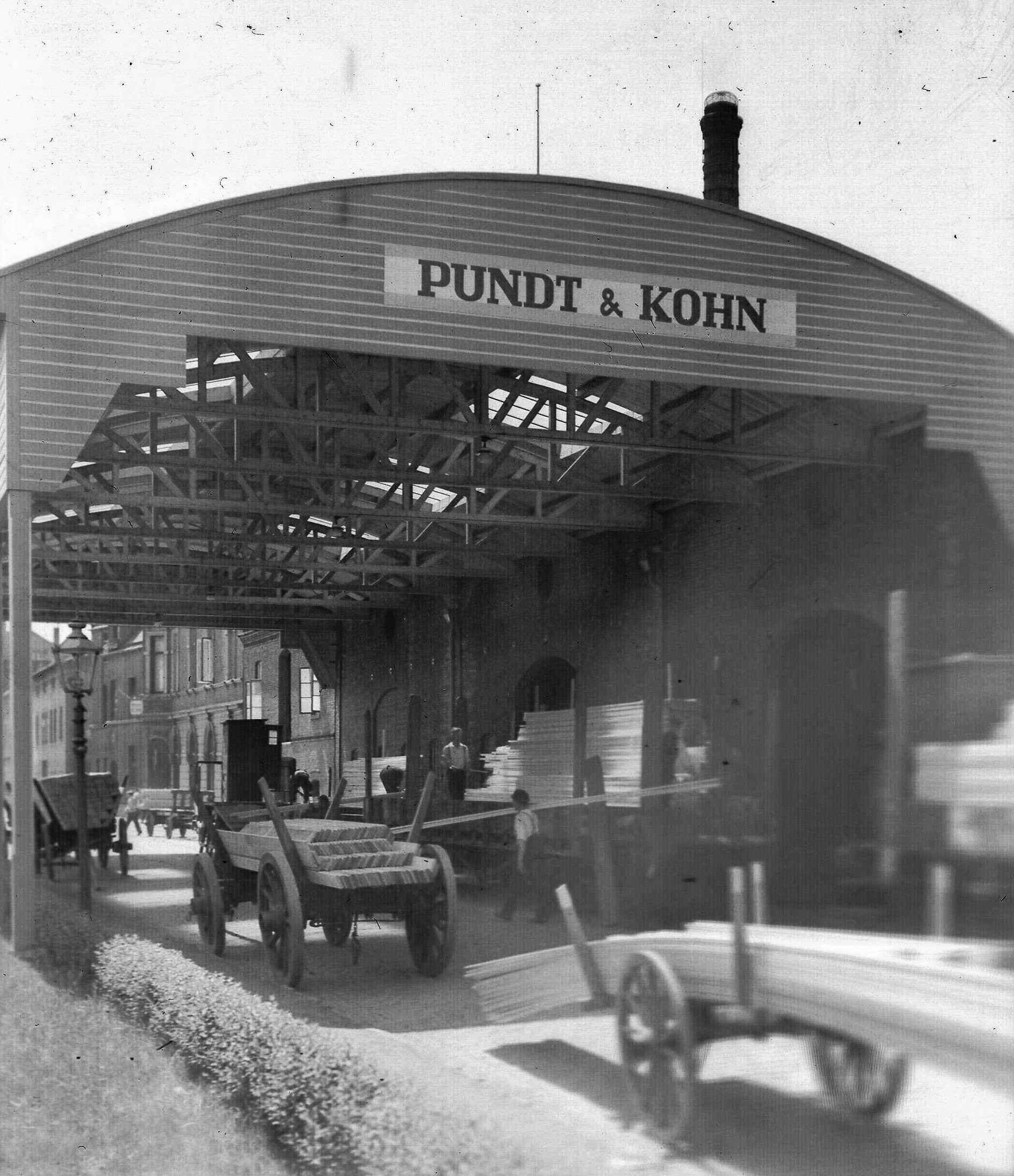
Rampe de chargement du bois, 1936.
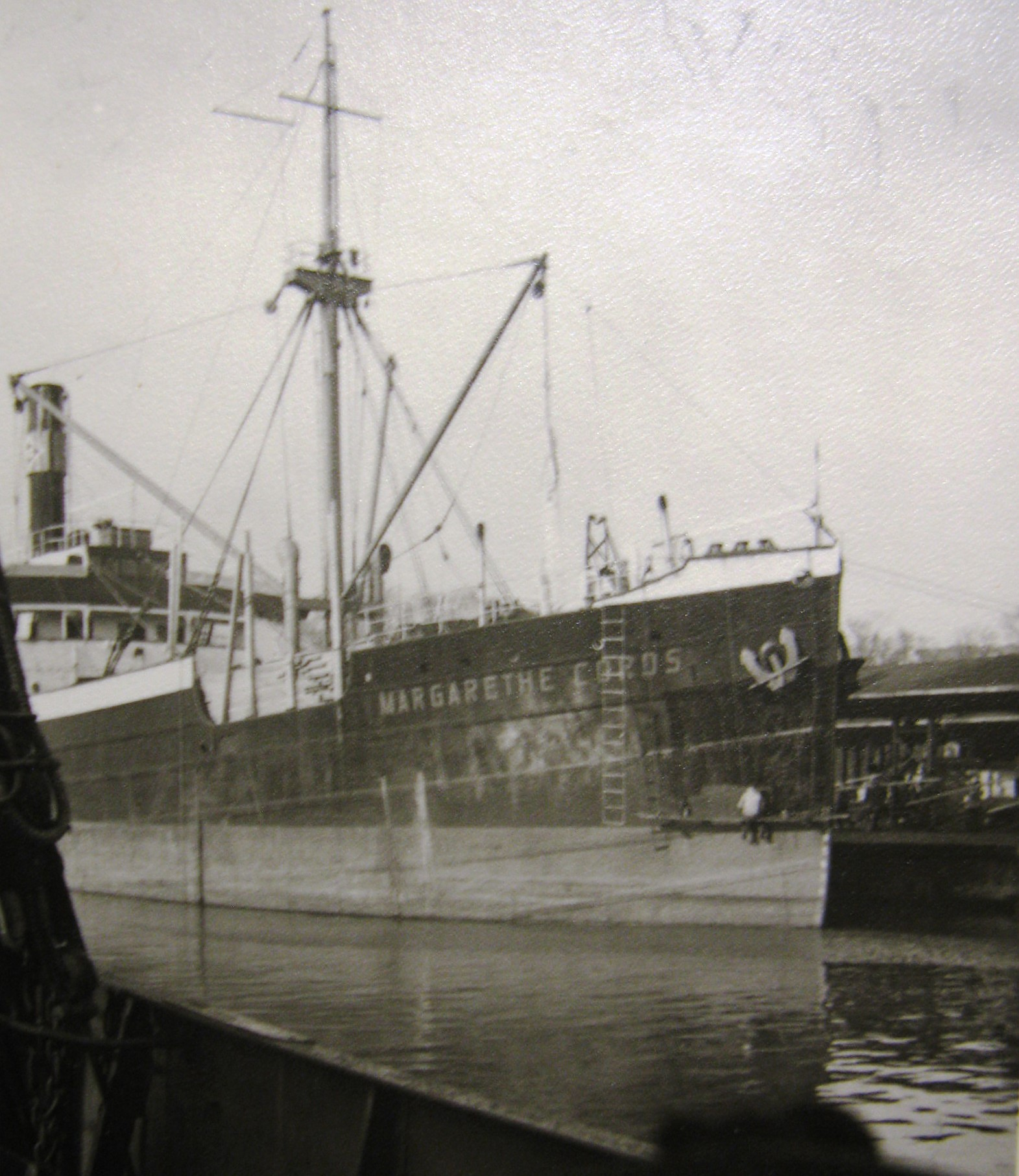
SS 'Margarethe Cords', Déchargement de bois importé au quai de P&K, 1929.
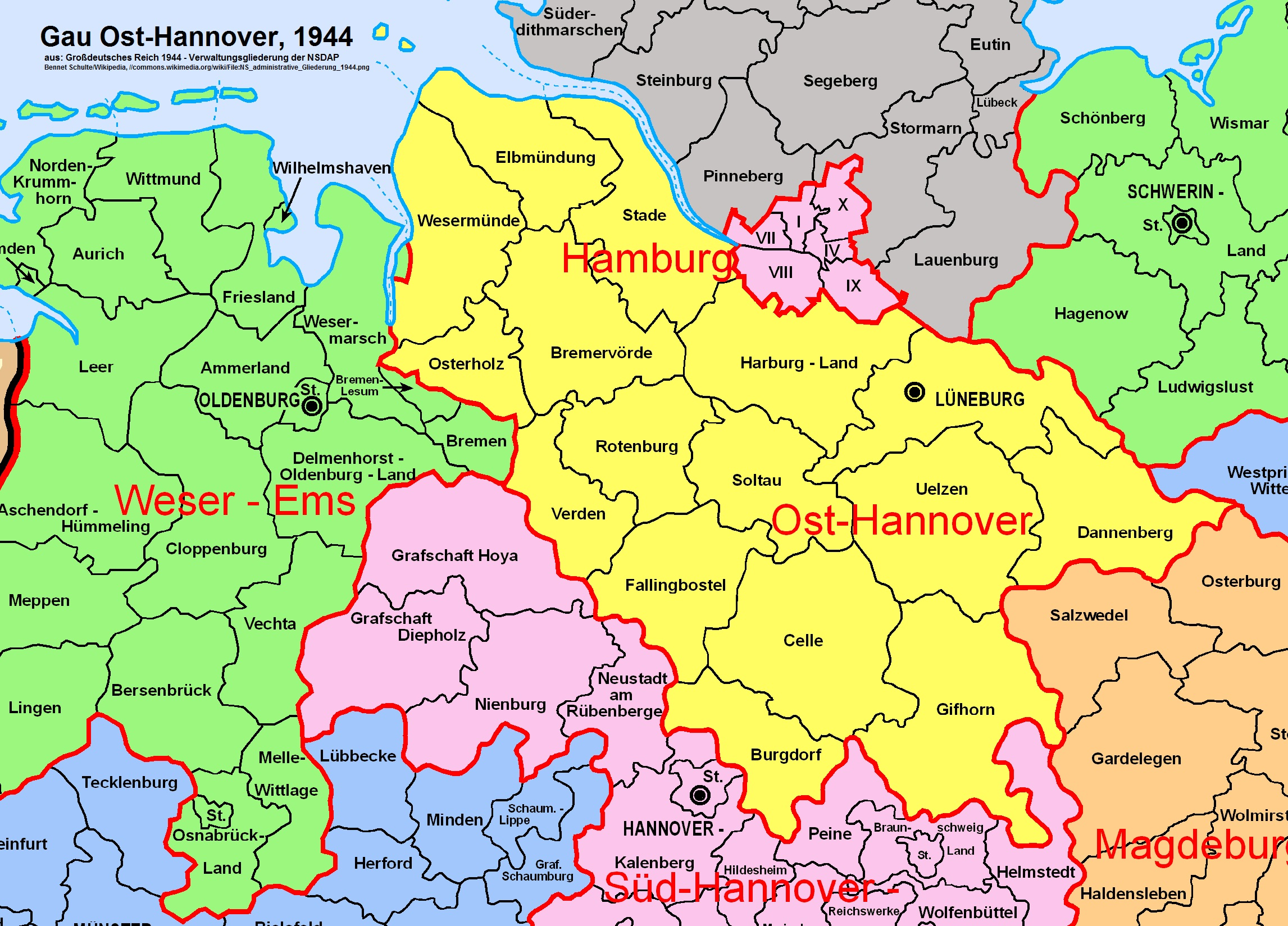
Carte du Gau Ost-Hanovre, 1944.

## Propriétaires en trois générations

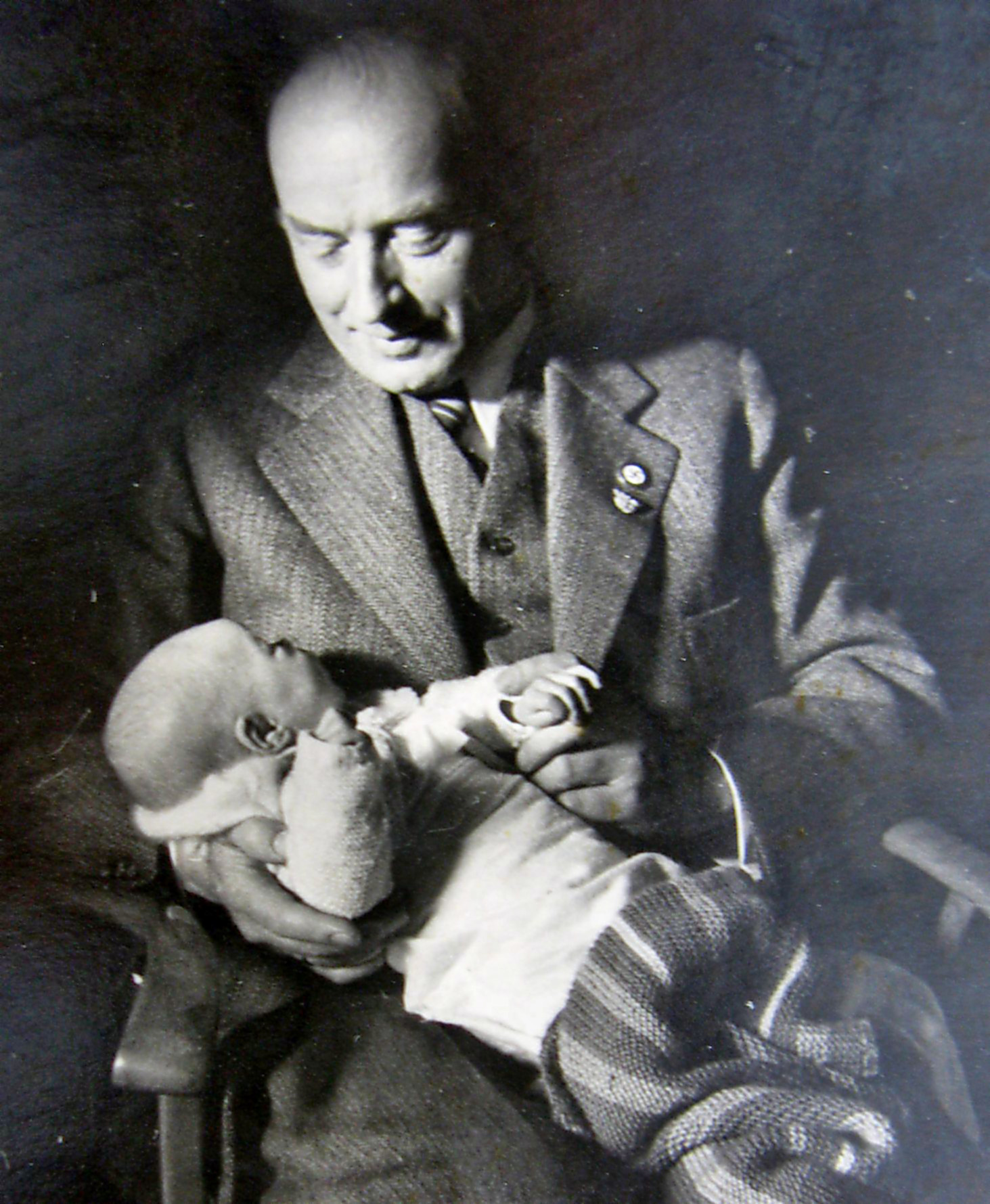
Hans Kohnert lors du baptême de sa première petite-fille, avec les insignes doré du parti NS et une épinglette Wehrwirtschaftsfuhrer, mars 1944.

Avec la fondation de sa propre entreprise d'importation de bois en 1862 à Geestemünde (Bremerhaven), le capitaine de voilier et armateur Franz Johann Syabbe Kohn (* 16 mars 1828 à Klippkanne, à Brake (Unterweser), † 13 août 1879 à Bremerhaven) a développé un nouveau champ d'activité pour lui et sa famille. En outre, il a sécurisé la famille Kohn, dont les chefs de famille avaient été capitaines sur des voiliers pour transporter des émigrantes de Brake (Unterweser) vers l'Amérique du Nord et les Caraïbes pendant des générations, compte tenu des perspectives d'avenir incertaines d'un propriétaire de voilier à l'ère du début des bateaux à vapeur, une source de revenus plus sûre. Après sa mort, son fils Franz Kohn (né le 23 décembre 1857 à Geestemünde et décédé le 24 mars 1909 à Geestemünde) reprend l'entreprise. Il fut suivi de ses deux fils Hans Kohnert (né le 15 novembre 1887 à Geestemünde et décédé le 10 janvier 1967 à Bremerhaven) et Gerhard Kohnert (né le 2 septembre 1882 à Geestemünde et décédé le 5 juillet 1962 à Melle).
À partir de 1909, ce dernier a créé la filiale à 100 % Meller Möbelfabrik GmbH, Melle (MMM). En quelques décennies, elle est devenue une importante usine de meubles dans ce qui était alors le "Grönegau". Conformément à la validité politique économique et régionale de P&K, son directeur général Franz Kohn, et plus tard son fils Hans, étaient sénateurs à Bremerhaven et membres de la Chambre de commerce et d'industrie de Bremerhaven (IHK). En 1933 (contre les votes du NSDAP), Hans Kohn est également élu président de la « Gauwirtschaftskammer » Hanovre-Est (1943-1945), dans laquelle les villes de Wesermünde et Lunebourg, y compris leur Chambre d'industrie et de commerce (1939), et enfin Wehrwirtschaftsführer (1941-1945). Sous lui, l'entreprise a connu son apogée, mais plus tard aussi son déclin. Néanmoins, en 1951, l'IHK Bremerhaven a reconnu les services de Hans Kohnert au développement du commerce à Brême et au-delà en lui attribuant la présidence d'honneur. Son frère Gerhard Kohnert a été cofondateur de la Meller Volksbank en 1921 et maire de Melle en 1946 En 1953, il a reçu l'Ordre du Mérite de la République fédérale d'Allemagne pour ses services au développement de l'industrie du meuble domestique